# Joachim Heinrich von Weickhmann
Joachim Heinrich von Weickhmann (* 5. Februar 1769 in Danzig; † 28. Oktober 1857 ebenda) war ein königlich-preußischer Geheimer Regierungsrat und Oberbürgermeister der Stadt Danzig von 1814 bis 1849. Ihm wurde auch der Rote Adlerorden III. Klasse mit Schleife verliehen.